# Polygalakturonsyra
Polygalakturonsyra är en polysackarid bestående av galakturonsyrarester sammanbundna med alfa-1,4- glukosidbindningar. Det är en av de viktigaste strukturerna i pektin. Strukturen är känslig för högt pH då den sönderfaller i en betaelimineringsreaktion. Vid neutralt pH är den negativt laddad.[källa behövs]
Pektin och därmed polygalakturonsyra ingår i växters cellväggar. Polygalakturonsyra bryts ned av enzymet polygalakturonas. Plantpatogener som oomycetsläktet Phytophthora utsöndrar polygalakturonas som ett led i nedbrytandet av cellväggar.